# Tanque a vapor sobre rodas
O Tanque a vapor sobre rodas do inglês Steam Wheel Tank foi um tanque experimental do Exército dos Estados Unidos, seu nome também era mencionado como Tanque a vapor de 3 Rodas, Holt Tanque a Vapor e Holt 150 Ton. Monitor de Campo. Construído pela empresa Holt Manufacturing Company (atual Caterpillar Inc.) no final de 1916 e início de 1917, com um total de três unidades entregues ao Exército dos Estados Unidos em 1918.

## Leitura de apoio
- Rigsby, Tim. «Steam Wheel Tank». landships.info
- Crismon, F. W. (1992) U.S. Military Tracked Vehicles. Motorbooks International
- Automotive Historical Records: Volume III, Tanks and Combat Cars, (Automotive Division, Aberdeen Proving Ground, Maryland 1945)